# Dissotis thollonii
Dissotis thollonii là một loài thực vật có hoa trong họ Mua. Loài này được Cogn. ex Büttner mô tả khoa học đầu tiên năm 1889.